# Benvenuti in casa Gori
Pour plus de détails, voir Fiche technique et Distribution.
Benvenuti in casa Gori, est un film de comédie dramatique de 1990 réalisé par Alessandro Benvenuti. Le film est basé sur une pièce de théâtre du même nom d' Ugo Chiti et du même Benvenuti. Pour sa performance, Ilaria Occhini a reçu un Nastro d'Argento de la meilleure actrice dans un second rôle. Le film a une suite, Ritorno a casa Gori . 

## Description
Le film se déroule dans une maison, dans un cadre de Noël et dans un paysage toscan. Il est divisé en 5 épisodes: la famille, le déjeuner, la grossesse inattendue, la bande vidéo et l'épilogue.

## Notice technique
- Titre original : Benvenuti in casa Gori
- Réalisation : Alessandro Benvenuti
- Sujet : Ugo Chiti et Alessandro Benvenuti
- Scénario : Ugo Chiti et Alessandro Benvenuti
- Producteur : Gianfranco Piccioli, Giorgio Leopardi, Francesco Nuti
- Photographie :	Cristiano Pogany
- Montage : Sergio Montanari
- Musique : Patrizio Fariselli
- Décors : Tommaso Bordone
- Durée : 96 min
- Genre : Comédie
- Pays :	Italie
- Année : 1990

## Distribution
- Carlo Monni : Gino Gori
- Ilaria Occhini : Adele Papini
- Massimo Ceccherini : Danilo Gori
- Novello Novelli : Annibale Papini
- Athina Cenci : Bruna Papini
- Giorgio Picchianti : Libero Salvini
- Alessandro Benvenuti : Lapo Frittelli